# Guillaume de Borchgrave d'Altena
Le comte Guillaume Georges François de Borchgrave d'Altena, né à Liège le 7 mars 1774 et mort à Mechelen-Bovelingen le 19 avril 1845, est un homme politique du royaume uni des Pays-Bas puis du royaume de Belgique. 

## Biographie
Guillaume de Borchgrave d'Altena est le fils de Jean Guillaume Michel de Borchgrave d'Altena. 
Gendre du général Charles van der Burch, il est le père de François de Borchgrave d'Altena et de Guillaume Herman Joseph de Borchgrave d'Altena.

## Fonctions et mandats

### Fonctions dans le royaume des Pays-Bas
- Chambellan du roi Guillaume Ier à Bruxelles.
- Maître suprême de chasse des loups du département Basse-Meuse
- Maître suprême de chasse du Limbourg
- Bourgmestre de Mechelen-Bovelingen (1806-1830)1845)
- Membre de la Seconde Chambre des États généraux (1822-1829)

### Fonctions dans le royaume de Belgique
- Bourgmestre de Mechelen-Bovelingen (1830-1845)
- Sénateur pour l'arrondissement de Tongres-Maaseik (1843-1845)

## Distinctions
- Commandeur de l'ordre du Lion néerlandais

## Sources
- Le Parlement belge 1831-1894, p. 107.
- Fiche, sur parlement des Pays-Bas.com